# Dunavski Venac
Dunavski Venac (en serbe cyrillique : Дунавски Венац) est un quartier de Belgrade, la capitale de la Serbie. Il est situé dans la municipalité de Palilula. En 2002, il comptait 13 410 habitants.

## Localisation
Dunavski Venac est situé au nord des quartiers de Kotež et de Krnjača (Blok Sutjeska). Il est bordé par le canal du Mokri Sebeš à l'ouest et, à l'est et au nord, il s'étend le long du Zrenjaninski put, la route qui relie Belgrade à Zrenjanin. Par son emplacement, Dunavski Venac est le quartier le plus septentrional de la capitale serbe.

## Caractéristiques
Dunavski Venac est un quartier entièrement résidentiel. En revanche, s'il ne comporte aucune installation industrielle, le commerce a commencé à s'y développer le long du Zrenjaninski put.